# Пудков, Иван Иванович
Ива́н Ива́нович Пудко́в (18 марта 1916, Канищево, Тамбовская губерния — 19 апреля 2002, Москва) — советский авиационный инженер, промышленный и государственный деятель. 

## Биография

### Ранние годы и работа в авиационной промышленности
Родился 18 марта 1916 года в Тамбовской области, в семье крестьянина. В 1940 году окончил Московский авиационный институт по специальности инженер-механик.
По окончании МАИ начал работать инженером технологом на заводе № 24 им. М. В. Фрунзе. В период 1940—1960 годы работал на должностях: инженер-конструктор, начальник конструкторского бюро отдела главного технолога, заместитель начальника производства, главный технолог (1957—1959), главный инженер. В должности главного инженера (1959—1960) руководил техническим перевооружением производства: в цехах освоено изготовление деталей по выплавляемым моделям, точная штамповка, не требующие дополнительной механической обработки деталей, внедрены новые покрытия (жаростойкие эмали, пористое хромирование, глубокое анодирование, графитирование).  
Защитил диссертацию на соискание учёной степени кандидата технических наук.
С 1962 (по другим данным с 1960) по 1968 год — директор машиностроительного завода «Салют». Под руководством Пудкова на заводе было запущено серийное производство авиадвигателей АЛ-7Ф для самолётов Су-7Б и Су-9. Были внедрены новые технологии электрохимической обработки деталей, в том числе лопаток турбин, впервые в отрасли создан цех станков с числовым программным управлением.
Под руководством Пудкова на заводе также начиналось освоение серийного производства двигателя Р15Б-300 для самолёта МиГ-25 (запущен в серию в 1968 году).

### Государственная служба
После руководства заводом перешёл на государственную службу:
- 1968—1977 — первый заместитель министра машиностроения для лёгкой и пищевой промышленности и бытовых приборов СССР;
- 1977—1984 — министр машиностроения для лёгкой и пищевой промышленности и бытовых приборов СССР.

### Общественная деятельность
Пудков участвовал в общественной деятельности в качестве заместитель секретаря и секретарь парткома завода. Избирался депутатом Совета Национальностей Верховного Совета СССР 10-11 созывов (1979—1989) от РСФСР. Работал членом Центральной Ревизионной Комиссии КПСС в 1981—1986 годах.

### Смерть
С 1984 года — персональный пенсионер союзного значения, свои последние годы жил в Москве.
Иван Иванович Пудков умер 19 апреля 2002 года, он похоронен в Москве на Троекуровском кладбище.

## Награды
- Орден Ленина[4]
- Орден Октябрьской Революции[4]
- Орден Трудового Красного Знамени[4]
- Орден «Знак Почёта»[4]
- Лауреат Ленинской премии (1961)[4]